# Matías Malvino
Matías Daniel Malvino Gómez (Montevideo, 20 gennaio 1992) è un calciatore uruguaiano, difensore dello Sportivo Bella Italia.
Possiede il passaporto comunitario.

## Carriera
Ha esordito nella massima serie uruguaiana con il Defensor Sporting nella stagione 2012-2013, giocando 23 partite.
Il 27 agosto 2014 viene ufficializzato il suo passaggio al Lugano.
Nel luglio del 2015 si trasferisce al Nacional, dove non trova molto spazio. Nel gennaio del 2016 fa ritorno al Lugano.

## Palmarès

### Club

#### Competizioni nazionali
- Challenge League: 1

Lugano: 2014-2015